# Balesino
Balesino (russisch Балезино́) ist eine Siedlung städtischen Typs in der Republik Udmurtien (Russland) mit 16.121 Einwohnern (Stand 14. Oktober 2010).

## Geographie
Die Siedlung liegt gut 150 Kilometer (Luftlinie) nördlich der Republikhauptstadt Ischewsk am linken Ufer des Wjatka-Nebenflusses Tschepza.
Balesino ist Verwaltungszentrum des gleichnamigen Rajons Balesino.

## Geschichte
Die Siedlung Balesino entstand am Ende des 19. Jahrhunderts im Zusammenhang mit dem Bau der Eisenbahnstrecke Perm–Wjatka–Kotlas. Die Bahnstation und die um sie entstehende Siedlung wurden nach dem älteren, gleichnamigen Dorf benannt, das wenige Kilometer nördlich (flussabwärts) am jenseitigen, rechten Ufer der Tschepza liegt. Als Gründungsjahr gilt 1897; die gesamte Bahnstrecke wurde 1899 eröffnet und später Teil der Hauptstrecke der Transsibirischen Eisenbahn.
1938 wurde der Status einer Siedlung städtischen Typs verliehen.

### Bevölkerungsentwicklung
| Jahr | Einwohner |
| ---- | --------- |
| 1939 | 4.545     |
| 1959 | 11.808    |
| 1970 | 14.507    |
| 1979 | 16.374    |
| 1989 | 18.492    |
| 2002 | 16.804    |
| 2010 | 16.121    |

Anmerkung: Volkszählungsdaten

## Kultur und Sehenswürdigkeiten
Seit 2000 besitzt es in Balesino ein kleines Heimatmuseum. In der Umgebung gibt es verschiedene archäologische Fundstätten; in mehreren umliegenden Dörfern sind Kirchen (Nowowolkowo, Kammennoje Sadelje) und Moscheen (Padera, Kestym) aus dem 19. und beginnenden 20. Jahrhundert erhalten.

## Wirtschaft und Infrastruktur

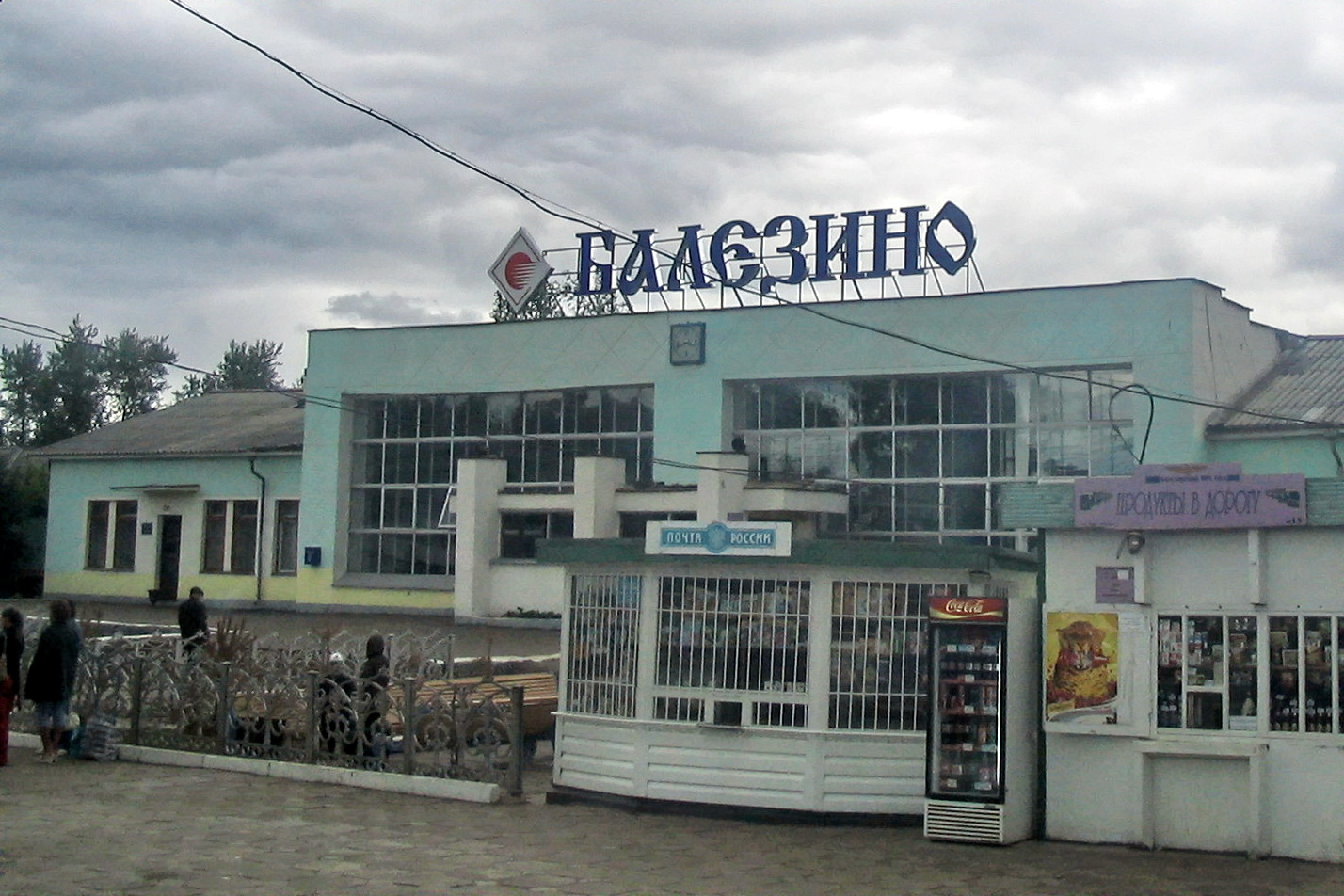
Bahnhof Balesino

Balesino ist bedeutender Bahnhof an der Hauptstrecke der Transsibirischen Eisenbahn (Streckenkilometer 1192 ab Moskau). Hier haben alle Züge einen längeren Aufenthalt für Lokomotivwechsel, da hier der von Westen kommende, von der Gorkier Eisenbahn mit 25 kV 50 Hz Wechselstrom betriebene Abschnitt endet; die Strecke nach Osten in Richtung Perm und Jekaterinburg ist mit 3000 V Gleichstrom elektrifiziert (ab Kilometer 1220 betrieben von der Swerdlowsker Eisenbahn; deren Lokomotiven fahren aber bis Balesino). Gut zwanzig Kilometer östlich, bei Pibanschur, zweigt außerdem die Querverbindung über Ischewsk nach Agrys an der Parallelstrecke Moskau–Kasan–Jekaterinburg ab, für die Balesino ebenfalls Trennungsbahnhof ist.
Neben Betrieben des Eisenbahnverkehrs gibt es in Balesino Unternehmen der Holz- und Bauwirtschaft sowie der Leichtindustrie.
Westlich an der Siedlung führt die Regionalstraße R321 von Glasow nach Igra vorbei, wo Anschluss an die M7-Zweigstrecke Kasan-Ischewsk-Perm besteht.